# 孔賽石
孔賽石（英語：Kunzite）屬鋰輝石的變種，由地質學家George Frederick Kunz最先鑑別出，因此以他的姓氏Kunz作為孔賽石的名稱Kunzite。

## 性質
孔賽石具有相當特別的性質，就是其顏色非常不穩定，只要暴露在日光之下會褪色，因此淡粉紫色的孔賽石十分常見。
為應付此缺陷也有人開發出了施以加熱或輻射增加其顏色濃度的方式。

## 產地
目前已知的產地有美國、加拿大、墨西哥、阿富汗、巴西、緬甸、馬達加斯加等地區。尚無公開數據顯示每年的生產數量。